# Damernas 400 meter frisim vid världsmästerskapen i kortbanesimning 2022
Damernas 400 meter frisim vid världsmästerskapen i kortbanesimning 2022 avgjordes den 13 december 2022 i Melbourne Sports and Aquatic Centre i Melbourne i Australien.
Guldet togs av australiska Lani Pallister efter ett lopp på 3 minuter och 55,04 sekunder. Silvret togs av nyzeeländska Erika Fairweather och bronset togs av amerikanska Leah Smith.

## Rekord
Inför tävlingens start fanns följande världs- och mästerskapsrekord:
|                   | Namn           | Nation     | Tid     | Ort            | Datum            |
| ----------------- | -------------- | ---------- | ------- | -------------- | ---------------- |
| Världsrekord      | Li Bingjie     | Kina       | 3.51,30 | Peking, Kina   | 27 oktober 2022  |
| Mästerskapsrekord | Ariarne Titmus | Australien | 3.53,92 | Hangzhou, Kina | 14 december 2018 |

## Resultat

### Försöksheat
Försöksheaten startade klockan 11:05.
| Placering | Heat | Bana | Namn                         | Nationalitet             | Tid           | Noteringar    |
| --------- | ---- | ---- | ---------------------------- | ------------------------ | ------------- | ------------- |
| 1         | 4    | 2    | Erika Fairweather            | Nya Zeeland              | 3.58,27       | 0Q0           |
| 2         | 3    | 4    | Lani Pallister               | Australien               | 3.59,50       | 0Q0           |
| 3         | 4    | 3    | Erin Gemmell                 | USA                      | 4.00,49       | 0Q0           |
| 4         | 3    | 6    | Leah Smith                   | USA                      | 4.00,71       | 0Q0           |
| 5         | 4    | 5    | Miyu Namba                   | Japan                    | 4.00,97       | 0Q0           |
| 6         | 4    | 7    | Waka Kobori                  | Japan                    | 4.02,05       | 0Q0           |
| 7         | 3    | 7    | Katja Fain                   | Slovenien                | 4.02,13       | 0Q0           |
| 8         | 3    | 3    | Leah Neale                   | Australien               | 4.02,30       | 0Q0           |
| 9         | 3    | 5    | Liu Yaxin                    | Kina                     | 4.02,36       |               |
| 10        | 3    | 1    | Helena Rosendahl Bach        | Danmark                  | 4.03,59       |               |
| 11        | 4    | 8    | Imani de Jong                | Nederländerna            | 4.04,65       |               |
| 12        | 4    | 6    | Valentine Dumont             | Belgien                  | 4.07,37       |               |
| 13        | 4    | 1    | Gabrielle Roncatto           | Brasilien                | 4.08,39       |               |
| 14        | 2    | 4    | Alexa Reyna                  | Frankrike                | 4.08,44       |               |
| 15        | 2    | 6    | Anja Crevar                  | Serbien                  | 4.08,62       |               |
| 16        | 3    | 8    | Silke Holkenborg             | Nederländerna            | 4.08,75       |               |
| 17        | 3    | 2    | Merve Tuncel                 | Turkiet                  | 4.10,60       |               |
| 18        | 2    | 2    | Elisbet Gámez                | Kuba                     | 4.11,66       |               |
| 19        | 1    | 4    | Stephanie Houtman            | Sydafrika                | 4.13,16       |               |
| 20        | 2    | 3    | Paula Otero                  | Spanien                  | 4.14,08       |               |
| 21        | 2    | 1    | Ho Nam Wai                   | Hongkong                 | 4.14,15       |               |
| 22        | 2    | 8    | Vár Erlingsdóttir Eidesgaard | Färöarna                 | 4.16,97       |               |
| 23        | 1    | 5    | Martina Cibulková            | Slovakien                | 4.19,76       |               |
| 24        | 2    | 7    | Iman Avdić                   | Bosnien och Hercegovina  | 4.21,65       |               |
| 25        | 1    | 6    | Jehanara Nabi                | Pakistan                 | 4.25,36       |               |
| 26        | 1    | 3    | Natalia Kuipers              | Amerikanska Jungfruöarna | 4.26,11       |               |
| 27        | 1    | 2    | Kaltra Meca                  | Albanien                 | 4.31,99       |               |
| 28        | 1    | 7    | Amaya Bollinger              | Guam                     | 5.04,88       |               |
| 29        | 1    | 1    | Maha Al-Shehhi               | Förenade arabemiraten    | Startade inte | Startade inte |
| 29        | 2    | 5    | Gan Ching Hwee               | Singapore                | Startade inte | Startade inte |
| 29        | 4    | 4    | Li Bingjie                   | Kina                     | Startade inte | Startade inte |

### Final
Finalen startade klockan 19:35.
| Placering | Bana | Namn              | Nationalitet | Tid     | Noteringar |
| --------- | ---- | ----------------- | ------------ | ------- | ---------- |
| 1         | 5    | Lani Pallister    | Australien   | 3.55,04 |            |
| 2         | 4    | Erika Fairweather | Nya Zeeland  | 3.56,00 |            |
| 3         | 6    | Leah Smith        | USA          | 3.59,78 |            |
| 4         | 2    | Miyu Namba        | Japan        | 4.01,13 |            |
| 5         | 1    | Katja Fain        | Slovenien    | 4.01,46 | 0NR0       |
| 6         | 3    | Erin Gemmell      | USA          | 4.01,82 |            |
| 7         | 7    | Waka Kobori       | Japan        | 4.02,14 |            |
| 8         | 8    | Leah Neale        | Australien   | 4.03,45 |            |